# Río Molledo
El río Molledo es un curso fluvial de Cantabria (España) perteneciente a la cuenca hidrográfica del Saja-Besaya. Tiene una longitud de 3,773 kilómetros, con una pendiente media de 9,6º.
Situado en el centro-sur de Cantabria, toma su nombre del municipio homónimo.